# Francesco Rolando
Francesco Rolando (Susa, 27 febbraio 1889 – Molino della Sega, 16 novembre 1917) è stato un militare italiano, decorato di Medaglia d'oro al valor militare alla memoria nel corso della prima guerra mondiale.

## Biografia
Nacque a Susa il 27 febbraio 1889, figlio di Giorgio e di Antonietta Allasio, commercianti. Dopo aver completato gli studi presso il Liceo classico Vincenzo Gioberti di Torino, nel 1909 fu chiamato a prestare servizio militare presso il Regio Esercito, arruolato come Allievo ufficiale di complemento ed assegnato in forza al 4º Reggimento bersaglieri. Divenuto sottotenente di complemento nel settembre 1910, rimase in servizio con lo scoppio della guerra italo-turca (novembre 1911), passando gli esami per l'ammissione in servizio permanente effettivo presso il 9º Reggimento bersaglieri. Nel corso del 1913 partì per la Libia, assegnato al I Battaglione volontari libici e partecipando alle grandi operazioni di polizia coloniale nel Garian, Fezzan e nel Gadames. Promosso tenente nel 1914, divenne capitano nel 1915, posto al comando di una compagnia del II Battaglione libico.
Nel febbraio 1917 rientrò in Italia, assegnato al 17º Reggimento bersaglieri, di cui assunse il comando del LXV Battaglione a partire dal mese di  luglio. Si distinse negli aspri combattimenti in Carnia, sul Carso, sul massiccio dell'Hermada, e nel corso dell'undicesima battaglia dell'Isonzo. Durante la fase di ripiegamento della 3ª Armata verso la linea del Piave, conseguente all'esito infausto della battaglia di Caporetto, al comando del LXIX Battaglione del 18º Reggimento bersaglieri, raggiunse il ponte di Madrisio, sul fiume Tagliamento, proteggendolo dagli attacchi avversari.
Il 6 novembre, con le truppe della retroguardia del XII Corpo d'armata, sostenne duri scontri lungo le rive del Livenza e del Piavon contro l'avanguardia delle forze nemiche. Il 16 novembre, ricevuto l'ordine di attaccare sugli argini del Piave, dispose le truppe guidandole di persona e rimase ferito da una raffica di mitragliatrice. Dopo aver ricevuto le prime cure, volle insistentemente tornare al battaglione per vincere l'ultima resistenza dell'avversario e cadde in combattimento quella stessa notte, a Molino della Sega, colpito in fronte da una pallottola. Per onorarne il coraggio fu decretata la concessione della Medaglia d'oro al valor militare alla memoria.

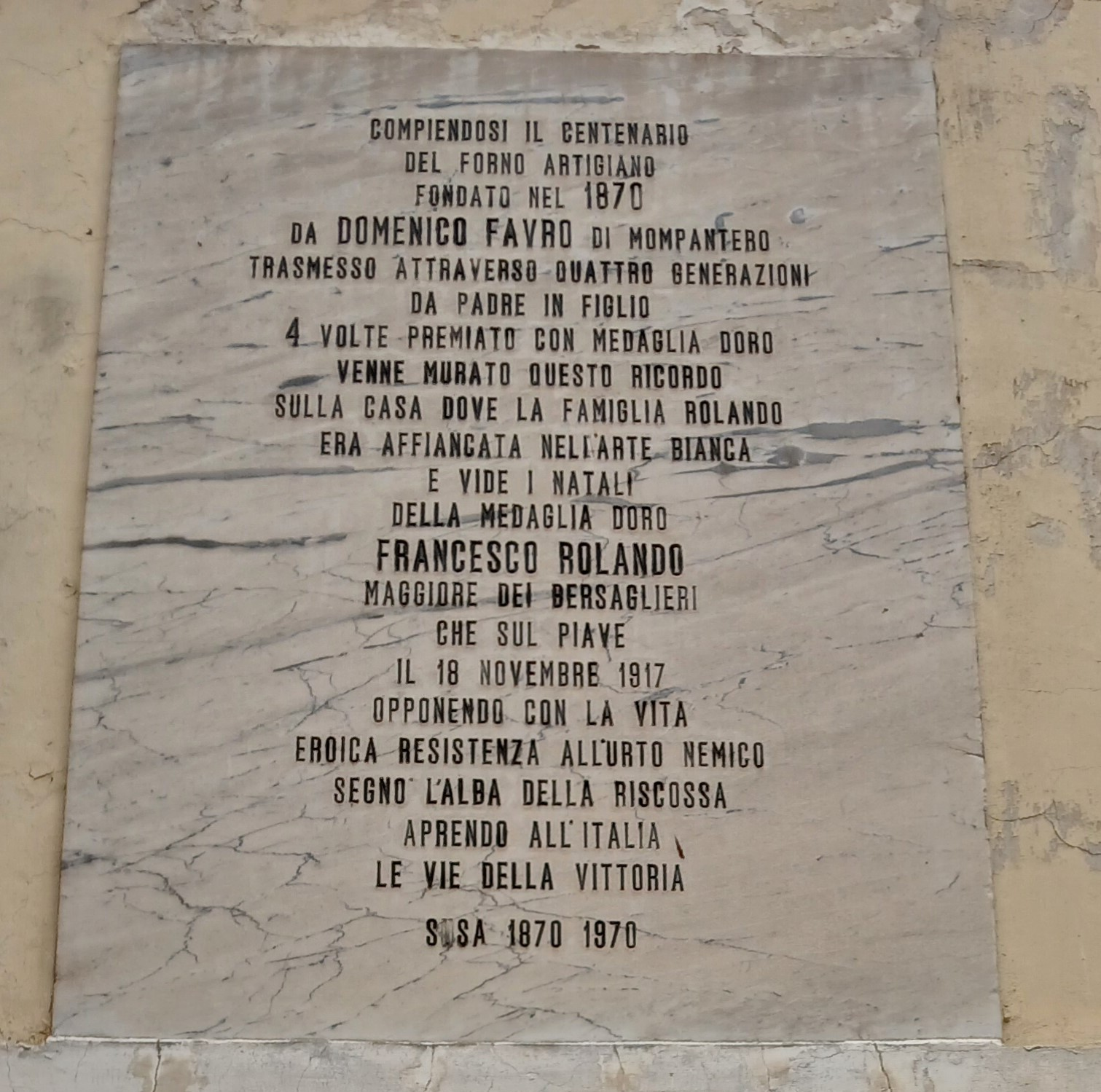
Targa in piazza San Giusto

Seppellita in un cimitero di guerra, sette anni dopo la sua salma venne riesumata e trasferita nel cimitero di Susa, dove si trova tuttora. Il suo paese natale gli ha intitolato una via e apposto una lapide nel 1970, sulla facciata della sua casa natale. Il comune di Breda di Piave ha collocato una targa che riporta la motivazione del conferimento della Medaglia d’oro, posta sul luogo riconquistato in quella drammatica notte tra il 16 e il 17 novembre 1917.

### Annotazioni
1. ↑  Mentre si trovava al comando di tale unità, si diede alla coltivazione sperimentale del cotone nella conca di Derna.
2. ↑  All'epoca era in licenza e si trovava all'ospedale di Susa presso il capezzale del fratello morente a causa di una scheggia di granata, quando apprese di Caporetto.

### Fonti
1. 1 2 3 4 5 6 7 8  Fiamma Cremisi n.5, settembre-ottobre 2017, p. 20.
2. 1 2 3 4 5 6 7  Combattenti Liberazione.
3. 1 2  Beninatto, Merlo 2007, p. 133.
4. 1 2 3  Beninatto, Merlo 2007, p. 134.
5. ↑  Digilander Libero.
6. ↑  Beninatto, Merlo 2007, p. 137.
7. ↑  Sito web del Quirinale: dettaglio decorato.